# シルバーヘイク
シルバーヘイク（Silver hake）はメルルーサ属のメルルーサ。北西大西洋のメリーランド州沿岸からグランドバンクにかけての水深55～900mの大陸棚の底近くに生息する。
体長75cm。成魚の体重は2.3kgを超える。銀色の体で背側は茶色がかる。
釣りの対象にはならず、底びき網漁により混獲され、すり身の原料となる。